# L'Homme en mouvement
L'Homme en mouvement (Forme uniche della continuità nello spazio en italien) est une sculpture futuriste en bronze, œuvre de l'artiste Umberto Boccioni de 1913. Cette sculpture est reproduite au verso de la pièce italienne de 20 centimes.

## Histoire
La sculpture originale a été réalisée en plâtre et n'a jamais été coulée en bronze du vivant d'Umberto Boccioni. Le plâtre original exécuté en 1913 a été acquis par Ciccillo Matarazzo en 1952, en même temps que le plâtre original d'une autre sculpture célèbre de Boccioni, Développement d'une bouteille dans l'espace. Tous deux ont été donnés par Ciccillo au musée d'Art contemporain de São Paulo (MAC-USP) en 1963. Quatre exemples ont été coulés en bronze à partir du plâtre original après la mort de l'artiste. L'un d'eux se trouve au MoMA (1931) et un autre au Metropolitan Museum of Art (1942), tous deux à New York. 
Le troisième a été coulé en 1960, et se trouve également dans les collections du MAC-USP. Le quatrième a été coulé par le MAC, à la demande de la Tate Gallery, qui a négocié en échange une sculpture de Henry Moore, et se trouve à Londres depuis 1972. Trois autres versions ont été coulées en 1972, pas à partir du plâtre original, mais de la version de 1942 du Metropolitan. L'une se trouve au Musée d'Art contemporain de Los Angeles, une autre au Museo del Novecento de Milan et une autre à la Galerie nationale de Cosenza en Calabre. Ces exemplaires sont les seuls autorisés par la famille Marinetti, ratifiés par Ala Marinetti et déclarés d’intérêt historique et culturel par un décret ministériel en mai 2013.
Cette sculpture est reproduite sur un côté de la pièce de 20 cents italienne.

## Description
Cette sculpture représente un homme faisant un grand pas en avant.
Seules quelques rares indications nous laissent cependant imaginer qu'il s'agit de la représentation d'un être humain. Celui-ci n'a plus de visage ni de pieds ni de bras, il est en train de subir une métamorphose radicale. On ne peut pas dire si le personnage est habillé ou nu, même si les différentes formes qui le constituent ressemblent à des muscles.
On n'a pas l'impression de voir une seule forme humaine mais un agrégat de formes qui ensemble, représentent un homme. Ces formes semblent s'étirer du fait de la vitesse du personnage.
Umberto Boccioni a surtout voulu rendre compte du mouvement de la marche. Ce marcheur figure le déplacement dans l'espace par des lignes heurtées qui brise l'unité de masse.
Boccioni déplace le centre d'attention sur les aspects du mouvement et de la vitalité. Dans une interaction dynamique, les éléments plastiques empiètent sur l'espace tout comme celui-ci pénètre dans la sculpture.
C'est ainsi que Boccioni voulant modeler l'ambiance représente l'homme-machine du Futurisme.
Boccioni a tenté de dépasser l'impression de mouvement et d'explorer la notion de vitesse et de force dans la sculpture, en cherchant à attribuer des valeurs lumineuses à la surface sculptée. La sculpture dépasse les limites corporelles de l'être humain et ressemble à un drapeau flottant au vent. Le corps représenté semble serpenter, luttant contre une force invisible. Bien que le résultat (physique) soit un portrait en trois dimensions, le corps en mouvement introduit une quatrième dimension, le temps. Dans sa "lutte" contre cette force invisible, le corps en mouvement laisse des morceaux de lui-même derrière lui.
Le message de l'œuvre semble être la glorification du mouvement, le dynamisme de la vie moderne. On pourrait parler d'un homme nouveau qui marche d'un pas ferme vers l'avenir, qui semble encore radieux en 1913, grâce à tous les apports de l'industrie et de la modernité.
Cette œuvre de Boccioni, comme d'autres du mouvement futuriste a eu une influence directe dans l'histoire de l'art du XXe siècle. Ce sont les premières tentatives de rendre compte du mouvement par des formes fixes. Si le cubisme a tenté de montrer les différentes faces du réel, les futuristes, eux, se sont inspirés du mouvement et de la vitesse.